# Cymbiodyta marginella
Cymbiodyta marginella är en skalbaggsart som först beskrevs av Fabricius 1792.  Cymbiodyta marginella ingår i släktet Cymbiodyta, och familjen palpbaggar. Arten är reproducerande i Sverige.